# Синехии половых губ
Синехии половых губ (лат. synechiae labiorum minorum), иногда называют синехия вульвы (лат. synechia vulvae; от греч. ζυνέχεια — непрерывность, связь) — это сращение больших или малых половых губ в их нижней трети или на всём протяжении. Половые губы при этом соединены друг с другом очень тонкой перепонкой, вход во влагалище отсутствует, а при полном сращении перекрывается отверстие мочеиспускательного канала.

## Причины
Причиной возникновения синехий чаще всего является воспалительный процесс в области наружных половых органов и влагалища (вульвиты, вульвовагиниты), а также аллергические реакции, неправильная гигиена половых органов девочек. Синехии могут образоваться как за несколько дней, так и в течение нескольких месяцев. Процесс образования синехий не наносит ребёнку боли, поэтому часто остаётся незамеченным.
В одних случаях малые половые губы срастаются над входом в мочеиспускательный канал, затрудняя мочеиспускание и нанося девочке дискомфорт. Часто родители девочки не замечают у неё эту проблему или не придают этому значения, поэтому заболевание нередко выявляется лишь во время осмотров у подросткового гинеколога.
Причиной также может стать многократное подмывание в течение дня, особенно с мылом. Слизистая оболочка вульвы (наружных половых органов) у маленькой девочки очень тонкая и при воздействии мыла, при сильном трении может легко травмироваться, а в результате дальнейшего заживления происходит сращение малых половых губ — синехии.
Второй причиной развития синехий может стать инфекция мочевых путей. Опасные бактерии попадают на слизистую оболочку наружных половых органов, развивается воспаление, которое и приводит к сращению.
Объясняется формирование синехий низким содержанием половых гормонов (эстрогенов) у девочек этого возраста.
Вероятность образования синехий снижается после 6-8 летнего возраста. Кроме уровня гормона, возможная причина — пищевая аллергия на определённые продукты питания или средства гигиены, синтетическая одежда.
Отсутствие половых гормонов у маленьких детей — это не патология, а норма. Поэтому, чем старше становится ребёнок, тем меньше вероятность повторных сращений. Это объясняется тем, что когда девочка взрослеет, слизистая половых губ становится более плотной, утолщается подкожный слой, наружные половые органы становятся менее чувствительны к раздражителям извне и поэтому не срастаются.
Основную роль эстрогена подтверждают клинические наблюдения, показавшие, что синехии не встречаются у новорождённых девочек, когда в крови ребёнка высок уровень материнского эстрогена. К моменту полового созревания, когда у девочки повышается собственный уровень эстрогена, как минимум, 80 % даже самых тяжелых случаев разрешаются самостоятельно и бесследно.

## Основные симптомы
Врачи ставят диагноз синехии, когда у маленькой девочки малые половые губы «слипаются» между собой. Вход во влагалище перекрыт плёнкой. Синехии выглядят как образовавшаяся по центру между малыми половыми губами плёнка со срединной, хорошо заметной полоской (зона сращения). При полных синехиях не видно даже отверстия мочеиспускательного канала. В таком случае наблюдаются затруднения при мочеиспускании: ребёнок тужится, испытывает дискомфорт, капризничает, плачет, и это наблюдается практически при каждом акте.
Бывает, срастаются малая и большая половые губы, обычно симметрично с двух сторон. Чаще срастаются между собой малые половые губы, закрывая вход во влагалище на несколько миллиметров, на 1/3, половину или даже полностью.

## Лечение
На ранних стадиях (когда половые губы ещё не «слиплись» полностью) исправить положение можно довольно легко. Достаточно на ночь накладывать на половые губы прокладку с мазью, содержащей эстроген. Процедуру нужно проводить в течение 5—7 дней.
В случае, если болезнь запущена, проводится хирургическое разделение малых половых губ. Операция проводится под местной анестезией. После хирургического разделения синехий риск рецидива составляет примерно 30 %, врач может принять решение о применении эстрогенов после вмешательства.